# Vladomira, Iași
Vladomira este un sat în comuna Trifești din județul Iași, Moldova, România.